# Braulio Nóbrega Rodríguez
Braulio Nóbrega (Puerto del Rosario, 19 de setembre de 1985) és un futbolista canari, que ocupa la posició de davanter. Ha estat internacional amb la selecció espanyola de categoria sub-20.

## Trajectòria
Format al planter de l'Atlètic de Madrid, va disputar 11 partits amb el primer equip entre 2004 i 2006, els deu primers en la campanya de debut a la màxima categoria. Entre gener i juny del 2006 va ser cedit al RCD Mallorca. La temporada 06/07 torna a ser cedit a la UD Salamanca, de Segona Divisió, on és el màxim golejador.
Seria cedit per tercer cop la temporada 07/08, a les files del Getafe CF. A l'octubre de 2007 va marcar en el partit de Copa de la UEFA davant el Tottenham Hotspur. En aquesta mateixa competició va fer el tercer gol del seu equip en el partit de tornada de semifinals, davant el Bayern de Múnic.
L'estiu del 2008 deixà l'Atlètic de Madrid i va fitxar pel Reial Saragossa, amb qui pujà a la primera divisió a la campanya 08/09.
Al setembre de 2011 va ser detingut acusat, en principi, d'abusar sexualment d'una dona. Presumptament, va fer tocaments a una vianant abans d'un entrenament, fet que va reconèixer a posteriori davant la policia. Podria ser acusat, també, per altres tres abusos ocorreguts a la ciutat.